# 3015-ös busz
A 3015-ös jelzésű regionális autóbuszvonal Salgótarján, Cered, Szilaspogony és Tótújfalupuszta között húzódik, amelyet a MÁV Személyszállítási Zrt. üzemeltet.

## Útvonala
Az autóbuszvonal Nógrád vármegye megyeszékhelyét és a tőle 30 kilométerre fekvő községet, Salgótarjánt és Szilaspogonyt köti össze, útvonalára fűzve Salgótarján több településrészét, Ceredet, Zabart és alkalmanként Szederkénypusztát is, valamint továbbközlekedik Tótújfalupusztára, Cered külterületére.
Az autóbuszjáratok minden állomáson és megállóhelyen megállnak. Salgótarjánon belül több járat az Óbudai Egyetem salgótarjáni egységétől (korábban Volán-telep) indul. Érintésébe veszik az egykori községet, Zagyvarónát, mely napjainkban a megyeszékhelyhez tartozik.
A ceredi iskolához csak tanítási napokon tesz kitérést autóbusz (az ide betérő autóbuszok helyhiány miatt csak a falu vége után a szlovák államhatárt elhagyva, Tajti külterületén, a kishatár-átkelőhelyen tudnak visszafordulni). Zabar belterületét szinte az összes járat érinti. Az Istenmezejéhez tartozó Szederkénypuszta csak egyetlen délutáni járat által bejárt.
Szilaspogony falván keresztül végállomásuk Tótújfalupuszta, ami Cerednek legnagyobb nyilvántartott külterületének számít.

## Közlekedése
Az autóbuszjáratok a hét minden napján közlekednek. A 3022-es buszokkal karöltve biztosítják számos település tömegközlekedését vasút hiányában. A legtöbb busz csak hétköznaponta közlekedik, hétvégente nagyrészt a további autóbuszjáratok vehetőek igénybe műszakváltás idejében.
| Viszonylat                                           | Indításszám     | Közlekedési rend          |
| ---------------------------------------------------- | --------------- | ------------------------- |
| Salgótarján, Óbudai Egyetem ➝ Cered, Tótújfalupuszta | 2 oda           | tanítási naponta          |
| Salgótarján, Óbudai Egyetem ⭠ Cered, Fő tér          | 1 vissza        | tanítási naponta          |
| Salgótarján, aut. áll. – Cered, Tótújfalupuszta      | 8 pár           | tanítási naponta          |
| Salgótarján, aut. áll. – Cered, Tótújfalupuszta      | 8 oda, 7 vissza | tanszünetben munkanaponta |
| Salgótarján, aut. áll. – Cered, Tótújfalupuszta      | 4 oda, 5 vissza | szabadnaponta             |
| Salgótarján, aut. áll. – Cered, Tótújfalupuszta      | 3 pár           | munkaszüneti naponta      |
| Salgótarján, aut. áll. ⭠ Zabar, központ              | 1 vissza        | munkanaponta              |
| Cered, isk. – Zabar, központ                         | 1 pár           | tanítási naponta          |
| Cered, isk. – Cered, Tótújfalupuszta                 | 1 pár           | tanítási naponta          |

### Járművek
Az autóbuszvonalon kizárólag szóló autóbuszok közlekednek, melyek legtöbbje Credo Econell 12 típusú járműből áll, de megjelennek Classic Ikarusok, Volvo Alfa Localok és Lion’s Classicok is.

## Megállóhelyei
| 0 | Salgótarján, Óbudai Egyetem végállomás   | 0.0 km  | 1A, 3, 4A, 7A, 7C, 9, 11Y, 13, 19, 36, 63, 63S 1305, 1349, 1351, 1384 3022, 3045, 3051, 3052, 3055, 3056, 3058, 3060, 3061, 3062, 3065, 3066, 3067, 3070, 3072, 3075, 3080, 3081, 3082                                                                               |
| 1 | Salgótarján, SVT-Wamsler                 | 1.6 km  | 1, 1A, 2A, 2C, 2T, 3C, 5, 6, 7, 7A, 7B, 7C, 8, 9, 11, 11A, 11B, 13, 14, 19, 27A, 36, 46, 58, 63, 63S 1305, 1349, 1351, 1384 3022, 3045, 3051, 3052, 3055, 3056, 3058, 3060, 3061, 3062, 3065, 3066, 3067, 3070, 3072, 3075, 3080, 3081, 3082                         |
| Tanítási naponta 2 járat által nem érintett.                                                                     |                                          |         | |
| 2 | Salgótarján, autóbusz-állomás végállomás | 3.1 km  | 361, 3022, 3024, 3030, 3034, 3044, 3045, 3051, 3052, 3055, 3056, 3058, 3060, 3061, 3062, 3064, 3065, 3066, 3070, 3072, 3075, 3080, 3081, 3082, 3084, 3090, 3092, 3093, 3094 1010, 1012, 1020, 1021, 1301, 1302, 1305, 1347, 1349, 1351, 1352, 1354, 1384, 1447, 1448 |
| 3 | Salgótarján, Salgó út                    | 4.1 km  | 1, 1A, 13, 14, 61 1347, 1349, 1352 3022, 3024, 3030, 3034 |
| 4 | Salgótarján, Kohász Művelődési Központ   | 4.8 km  | 1, 1A, 13, 14, 61 1347, 1349, 1352 3022, 3024, 3030, 3034 |
| 5 | Salgótarján, Salgói kapu                 | 5.5 km  | 1, 1A, 13, 14, 61 3022, 3024, 3030, 3034 |
| 6 | Salgótarján, Újtemető                    | 6.4 km  | 1, 1A, 13, 14, 61 3022, 3024, 3030, 3034 |
| 7 | Salgótarján, Pintértelep                 | 7.1 km  | 1, 1A, 13, 14, 61 1347, 1349, 1352 3022, 3024, 3030, 3034 |
| 8 | Salgótarján, erőmű                       | 8.5 km  | 1, 1A, 13, 14, 61 3022 |
| 9 | Salgótarján, zagyvarónai elágazás        | 8.9 km  | 1, 1A, 13, 14, 61 3022 |
| 10 | Salgótarján (Zagyvaróna), alsó           | 12.6 km | 3022 |
| 11 | Salgótarján, Rónarész                    | 12.9 km | 3022 |
| 12 | Salgótarján (Zagyvaróna), telep          | 13.8 km | 3022 |
| 13 | Salgótarján, szilváskői elágazás         | 14.4 km | 3022 |
| 14 | Cered, Jókai út                          | 22.2 km | 909 3022 |
| 15 | Cered, Fő tér vonalközi végállomás       | 22.7 km | 909 3022 |
| Tanítási naponta 7 járat által érintett.                                                                         |                                          |         | |
| ∫ | Cered, iskola vonalközi végállomás       | ∫       | 909 3022 |
| 15 | Cered, Fő tér vonalközi végállomás       | 22.7 km | 909 3022 |
| 16 | Cered, Petőfi út 44.                     | 23.4 km | 3022 |
| 17 | Cered, major                             | 24.1 km | 3022 |
| 18 | Cered, Füzespuszta                       | 25.1 km | 3022 |
| 19 | Zabar, Szőlőalj                          | 28.6 km | 3022 |
| 20 | Zabar, külső                             | 29.2 km | 3022 |
| Tanítási naponta 17; tanszünetben munkanaponta 14; szabadnaponta 9; munkaszüneti naponta 6 járat által érintett. |                                          |         | |
| ∫ | Zabar, központ vonalközi végállomás      | ∫       | 3022 |
| 20 | Zabar, külső                             | 29.2 km | 3022 |
| 21 | Zabar, szilaspogonyi elágazás            | 30.4 km | 3022 |
| Munkanaponta 1 járat által érintett.                                                                             |                                          |         | |
| ∫ | Istenmezeje (Szederkénypuszta), italbolt | ∫       | 3022, 3478, 3479, 3482, 3483 |
| 21 | Zabar, szilaspogonyi elágazás            | 30.4 km | 3022 |
| 22 | Szilaspogony, alsó                       | 32.4 km | 3022 |
| 23 | Szilaspogony, felső                      | 33.1 km | 3022 |
| 24 | Cered, Hármaskútpuszta                   | 33.9 km | 3022 |
| 25 | Cered, Sótértanya                        | 34.6 km | 3022 |
| 26 | Cered, Tótújfalupuszta végállomás        | 35.2 km | 3022 |